# 八ッヶ隅市太夫
八ッヶ隅 市太夫（やつがすみ いちだゆう）は、江戸時代の大相撲の第25代大関。薩摩国（現在の鹿児島県）出身。千歳川部屋所属。
相撲界に入る以前は大工であったと伝わる。九州の御所ヶ浦平太夫の門人で、後に揚石こと千歳川理八の薫陶を受けた。明和3年(1766年)6月・8月の京都相撲・大坂相撲でそれぞれ東大関として登場。明和3年(1766年)冬場所(10月)江戸で東大関に抜擢され、3勝0敗5休の成績だった。次の明和4年(1767年)春場所(3月)は東小結に陥落し3勝3敗1預1休。そして同年冬場所(10月)東二段目2枚目に落ちて9戦全敗となったのを最後に引退した。
江戸相撲では、大関在位は1場所しかなく、看板大関としての登場であり、大関陥落後を含めても現役は3場所のみであったが、富岡八幡宮の大関力士碑に刻名されている。

## 主な成績（江戸）
- 通算成績：6勝12敗1預6休
- 幕内成績：6勝3敗1預6休

| 1766年 | x                | 東大関 3–0–5           |
| 1767年 | 東小結 3–3–1 1預 | 東幕下2枚目 引退 0–9–0 |
| 各欄の数字は、「勝ち-負け-休場」を示す。 優勝 引退 休場 十両 幕下 三賞：敢=敢闘賞、殊=殊勲賞、技=技能賞 その他：★=金星 番付階級：幕内 - 十両 - 幕下 - 三段目 - 序二段 - 序ノ口 幕内序列：横綱 - 大関 - 関脇 - 小結 - 前頭（「#数字」は各位内の序列） |                  |                        |

- この成績表でテンプレートの仕様上「幕下」となっている部分は、番付表の上から二段目であるため、「二段目」と呼ぶ方が正確である。当時は段ごとに力士の地位を待遇差で区別する発想がまだ確立しておらず、二段目以下でも番付表で「前頭」（「同」表記でない）と書かれている部分までは「幕内格」と見るべきだという説がある。